# 헨리 빙켈만
헨리 헤라르트 빙켈만(네덜란드어: Henri Gerard Winkelman, 1876년 8월 17일 ~ 1952년 12월 27일)은 1940년부터 1945년까지 제2차 세계 대전의 프랑스 공방전에서 활약한 네덜란드 육군 사령관이다.

## 2차 대전 이전
1876년 네덜란드 마스트리흐트에서 태어난 헨리 빙켈만은 1892년 17세의 나이에 브레다의 네덜란드 왕립 군사 학교에 들어갔다. 그는 훈련 동안 목표를 달성해 보병 장교가 되었다. 1896년 그는 중위로 진급했다. 그는 1902년 아렌딘 자코미나 코르트와 결혼했다. 군사 교육을 마친 후 그는 네덜란드 육군 장교가 되었는데, 1913년 그는 대위로 진급하였다. 1923년에는 소령으로 진급했다. 그는 1931년 중령으로 진급해 네덜란드 육군 제4사단의 사단장이 되었다. 그는 1934년 중장이 되었지만 곧 군을 떠났다. 그는 네덜란드 육군의 참모총장이 되기를 원했으나 이자크 라인더스와의 경쟁에서 졌다. 그는 이후 퇴역하였다.
1939년 8월 28일 네덜란드 육군이 다시 동원되었고, 독일은 4일 후 폴란드를 침공했다. 참모총장이었던 라인더스 장군은 네덜란드 육군의 총사령관으로 임명되었다. 그러나 국방부 장관이었던 아드리안 딕스호른과의 개인적, 그리고 직업적 갈등으로 1940년 2월 5일 그는 해임되었다. 네덜란드 내각과의 짧은 만남 이후 빙켈만 장군은 정부에 소환되어 새로운 네덜란드군 사령관으로 임명되었다. 그는 2월 6일 보직을 맡았다.

## 2차 대전
빙켈만은 자신의 군대의 한계점을 알고 있었다. 군대의 훈련은 되지 않고 있었으며 야전포나 대공포가 부족했고 전차는 없었다. 그는 네덜란드 육군이 현대적이고 기동적인 방어는 펼칠 수 없을 것이라고 확신했다. 빙켈만은 그 대신에 홀란드 요새만을 지키기로 결정했다. 이 지역은 전통적인 전략적 방어선과 요새화된 거점들이 있었다. 빙켈만은 네덜란드군이 히틀러의 군대를 독일로 퇴각시킬 수 있을 것이라고 관망하지는 않았다. 대신에, 네덜란드군은 독일군의 진격을 늦춰 시간을 벌고, 연합군이 네덜란드군에 합류할 때까지 홀란드 요새를 지키는 방식을 택했다.
실제로 네덜란드 북쪽의 3개주는 방어가 빈약했다. 방어선의 시작은 동쪽 끝인 네덜란드 방조제에서 시작되는 것이었다. 이젤 강과 뮤즈 강이 1차 방어선이었다. 주요 방어선은 네덜란드의 핵심부에 있었고, 그레베 선이라고 불렸다. 이 방어선은 네덜란드 제2군단과 제4군단 전 병력이 방어하고 있었던 지역이었다. 그레베 선은 최후까지 지켜질 예정이었고, 홀란드 요새의 동쪽 끝은 구식으로 판단되었으며 위트레흐트, 암스테르담과 같은 주요 도시와 너무 가까이 있었다.
독일군은 1940년 5월 10일 공세를 개시했지만, 빙켈만은 그의 군대가 독일군의 첫 진격에 대응한 방식에 만족했다. 이미 상황이 중요해진 지역은 남쪽이었다. 강하부대가 로테르담과 도르데르트 남쪽의 모에르딕 다리를 점령했다는 것이었다. 한편 독일 보병은 노르드브라반트의 남쪽 지방을 빠르게 관통하며 모에르디크 다리에서 우군과 접촉하려 했고, 홀란드 요새를 남쪽으로 통과하여 네덜란드를 프랑스와 벨기에로부터 효과적으로 고립시키려 했다. 프랑스 부대의 지원 하에 모에르딕 다리를 점령하려는 시도가 실패로 끝났다. 5월 13일 여왕 빌헬미나가 런던으로 더나고 홀란드의 총리 대부분이 출발 준비를 마치는 동안 맥스 스텐베크는 여왕과 내각의 명의로 네덜란드의 유럽 지역의 정권을 빙켈만에게 넘겼다. 이는 비공식적으로 내각과 여왕의 승인을 뒤늦게 받았다.
그레베 선은 5월 13일 저녁 3일 간의 치열한 전투 끝에 붕괴되었고, 독일 제9기갑사단은 모에르딕 다리에 도달해 홀란드 요새로의 진격로를 만들어주었다. 기갑사단은 로테르담에 도달했고 뮤즈 강 남안을 점령했다. 상황이 전략적으로 낙관적이지 않았음에도 강의 북안은 네덜란드군의 수중에 있었다. 네덜란드의 포가 독일군이 뮤즈 강을 건너지 못하게 했고, 네덜란드 해병대는 로테르담 거리에서 치열한 전투를 벌였다. 5월 14일 히틀러는 네덜란드의 저항에 화가 나 한번에 저항을 진압하라고 명령했다. 로테르담 폭격이 뒤를 이었고 독일군은 위트레흐트를 같은 방식으로 파괴하겠다고 위협하자 빙켈만은 5월 14일 저녁 항복했다.

## 전후
네덜란드군의 항복 조약에 서명한 후 빙켈만 장군은 그가 네덜란드에서 독일군에게 저항하지 않겠다고 공식적으로 선언하는 것을 거부했다. 그는 1940년 7월 2일 수감되었고 점령 지역의 잔존자로 남아있게 되었다. 그는 1945년 10월 1일 전쟁이 끝난 후 네덜란드 육군에서 명예 퇴직했고, 빌럼 군사 훈장을 받았다. 그의 동상은 1940년 5월 15일 항복에 서명한 지역에 남아있다. 뉜스피트의 육군 기지는 그의 이름을 땄다. 헨리 빙켈만은 1952년 12월 27일 그의 집에서 평화롭게 죽음을 맞이했다.

## 참조
- de Jong Dr. L., Het Koninkrijk der Nederlanden in de Tweede Wereldoorlog, Staatsuitgeverij, The Hague, 1981
- Middelkoop T. van, Een soldaat doet zijn plicht, Europese Bibliotheek, Zaltbommel, 2002
- TracesOfWar (Respected and authoritative Dutch website on World War II)
- De Bange Meidagen van '40, Lecturama, Rotterdam, 1978
- Nederlands Legermuseum (Dutch Army Museum)
- Verzetsmuseum (Dutch Resistance Museum)
- Trueman, C.N. (2015년 4월 20일). “The German Invasion of Holland”. 《The History Learning Site》. Moocow. 2016년 7월 6일에 확인함.